# Congress.gov
Congress.gov — доступна в Інтернеті база даних Конгресу США, яка містить законодавчу інформацію. Спільний проект Бібліотеки Конгресу, Палати представників, Сенату та урядового видавництва.
Запущена у бета-версії 2012 року, бета-тестування завершилося наприкінці 2013 р. Офіційно запрацювала 5 липня 2016 р., замінивши THOMAS — початкову електронну базу даних Бібліотеки Конгресу з матеріалами подібного характеру, запущену 1995 року. Сайт створили працівники Бібліотеки Конгресу за допомогою пошукової платформи з відкритим програмним забезпеченням Solr.
У 2015 фінансовому році Бібліотека Конгресу повідомила про 36 млн переглядів сторінок на Congress.gov.